# Dysnymphus monostigma
Dysnymphus monostigma är en fjärilsart som beskrevs av Louis Beethoven Prout 1915. Dysnymphus monostigma ingår i släktet Dysnymphus och familjen mätare. Inga underarter finns listade i Catalogue of Life.